# Facultad de Ciencias Agrarias (Universidad Nacional de Mar del Plata)
La Facultad de Ciencias Agrarias de la Universidad Nacional de Mar del Plata es una institución académica pública situada en la ciudad de Balcarce, provincia de Buenos Aires, Argentina. En esta institución se dictan varias carreras de grado y de posgrado.

## Historia
Esta unidad académica (UA), inició sus actividades en 1960 en la ciudad de Mar del Plata, dependiendo de la Universidad Católica Stella Maris de esa ciudad. En su inicio, la única carrera que ofrecía era la de Ingeniería Agronómica. En 1962 en un contexto de amplio apoyo de las fuerzas vivas de la ciudad de Balcarce, de docentes de la facultad y de técnicos de INTA, se firmó un convenio de cooperación mutua entre el Instituto Nacional de Tecnología Agropecuaria (INTA) y la Universidad Católica de Mar del Plata, la Facultad se trasladó a la Estación Experimental Agropecuaria Balcarce (EEAB) del INTA. Posteriormente un convenio celebrado en 1964 entre la Universidad Católica de Mar del Plata, el INTA y la Universidad Estatal de Míchigan, inspirado en los "Land-Grant Colleges" de EE. UU., - que estaban ubicados en las zonas productivas y tenían una fuerte asociación con la investigación agraria-, permitió mejorar el proyecto educativo y el equipamiento didáctico, como así también establecer un sistema de intercambio de docentes y de estudiantes de posgrado.
El convenio marco con el INTA fue sucesivamente ratificado cuando la facultad pasó a depender primero de la Universidad Provincial de Mar del Plata, en 1972, y luego de la Universidad Nacional de Mar del Plata (UNMdP), en 1974. La Unidad Integrada Balcarce (UIB) nacida de este convenio fue el primer caso en Argentina en el que la complementación de medios, esfuerzos y voluntades de dos instituciones dedicadas al quehacer agropecuario ha permitido el crecimiento sostenido de la actividad académica, científica y tecnológica de ambas. La FCA es una de las nueve unidades académicas de la Universidad Nacional de Mar del Plata (UNMdP) y la única con sede fuera del ejido urbano de dicha ciudad. En 1979 el INTA donó a la UNMdP un predio de diez hectáreas dentro de la EEAB donde además de funcionar el edificio destinado a actividades curriculares, administrativas y de servicio, también se desarrollan actividades experimentales. 
La asociación con una institución de base tecnológica como el INTA ha permitido reforzar áreas deficitarias con personal, equipamiento e infraestructura del INTA y viceversa. Esta complementariedad de medios ha posibilitado que las carreras de grado y posgrado de la UA se desarrollaran en un contexto universitario en el que se realizan docencia, investigación, extensión y transferencia en íntima relación con el medio, en un ambiente de libertad institucional y compromiso social.

En septiembre de 1969 comenzó a funcionar la maestría en Producción Animal en la Estación Experimental Agropecuaria Balcarce del Instituto Nacional de Tecnología Agropecuaria bajo la estructura de la Escuela para Graduados de la República Argentina, institución que por convenio vinculaba el INTA, el Instituto Interamericano de Cooperación para la Agricultura (IICA), la Universidad de Buenos Aires  y la Universidad Nacional de La Plata. A partir de 1978 la EEA Balcarce y la Facultad de Ciencias Agrarias (FCA) de la UNMdP, que forman la Unidad Integrada Balcarce (UIB), tomaron la responsabilidad institucional de esa maestría. Posteriormente la oferta académica se enriqueció con el lanzamiento de nuevas ofertas de posgrado.

## Departamentos
La Facultad de Ciencias Agrarias cuenta con cuatro departamentos. Los mismos tienen a su cargo el desarrollo de actividades de docencia, investigación, extensión y transferencia.
- El Departamento de Producción Vegetal, Suelos e Ingeniería Rural desarrolla sus actividades de docencia, investigación y extensión en relación con la producción sustentable en cantidad y calidad de cereales, oleaginosas, hortalizas, frutas y forestales, contemplando los aspectos sanitarios, de protección vegetal, de mejoramiento genético, de mecanización agrícola y de manejo de los cultivos y de los recursos naturales. Compete, además, a este departamento la docencia y la investigación en aspectos básicos biológico-agronómicos que hacen al conocimiento de procesos y mecanismos involucrados en la producción de los cultivos y el uso y conservación de los recursos naturales.[4]
- El  Departamento de Introducción a las Ciencias Agrarias desarrolla actividades de docencia en asignaturas básicas y en otras actividades académicas (trabajos de graduación, trabajos de campo, talleres interdisciplinarios, tutorías, etc.). Dentro del Departamento funcionan 7 grupos de investigación que desarrollan proyectos en aspectos básicos biológico-agronómicos que hacen al conocimiento de los procesos y mecanismos involucrados en la producción de los cultivos y el uso y conservación de los recursos naturales (biotecnología, genética, recursos fitogenéticos, meteorología, microbiología, etc.).[5]
- El Departamento de Producción Animal desarrolla sus actividades de docencia, investigación y extensión en producción animal con mayor énfasis en vacunos de carne y leche, pero incluyendo también otras producciones como porcinos, ovinos y apicultura. El personal docente del departamento cubre todas las áreas temáticas vinculadas a la producción animal: sanidad, genética y mejoramiento, fisiología y reproducción, nutrición y alimentación, producción y utilización de forrajes, y de manejo de sistemas de cría, invernada y tambo.[6]
- El  Departamento de Ciencias Sociales desarrolla sus actividades de docencia, investigación y extensión en relación con tres líneas principales: sistemas agroalimentarios y agroindustriales, comercialización y políticas agrícolas y sistemas agrarios y desarrollo rural.[7]

## Carreras que se dictan
La carrera tradicional de Ingeniería Agronómica, de cinco años, permite al graduado el acceso a una formación amplia con orientación produccionista y competencia en el área agropecuaria. También permite la continuación de estudios de posgrado.  La Licenciatura en Producción Vegetal y la Licenciatura en Producción Animal -ambas de cuatro años- ofrece a los alumnos la posibilidad de adquirir una orientación temprana en una de estas áreas para aquellos estudiantes que ya tengan establecida su vocación/interés futuro en una u otra dirección, y también permitirles continuar los estudios de posgrado en el mismo sentido. Por último, la Licenciatura en Ciencia y Tecnología de los Alimentos, realizable en cuatro años, profundiza en la docencia, investigación, extensión y servicios relacionados con la calidad, almacenamiento y elaboración de productos alimenticios. La calidad incluye aspectos higiénico-sanitarios, tecnológicos y nutricionales. Las técnicas de elaboración contemplan el conocimiento de las propiedades bioquímicas, físicoquímicas y funcionales de los diferentes componentes de la materia prima utilizada.